# 台中市公車308路
臺中市公車308路目前行駛自自立一街口到新光里（新福路）；副/副繞行駛自大勇四維東路口到新光里（新福路），由統聯客運營運。為行駛公車專用道的市公車路線之一。

## 歷史
- 2011年2月14日：83路增闢副線83副線（臺中港旅客服務中心－新民高中）。
- 2011年9月1日：變更為87路。
- 2013年2月1日：部份班次延駛至關連工業園區。[1]
- 2013年11月18日：增設「經三大通路口」與「經三大成路口」二站，且原工業區行駛道路，由經二路改至經三路；并新增班次臺中港旅客服務中心12:30與延長新民高中末班時刻20:30。
- 2014年4月1日：「中棲港埠路口」站更名為「臺灣大道港埠路口」、「中棲北勢路口」站更名為「臺灣大道北勢路口」、「中港玉門路口」站更名為「臺灣大道玉門路口」、「中港文心路口」站更名為「臺灣大道文心路口」、「中港民權路口」站更名為「臺灣大道民權路口」、「中正原子街口」站更名為「臺灣大道原子街口」、「中正中華路口」站更名為「臺灣大道中華路口」。
- 2014年6月30日：「中山醫院（臺灣大道）」站更名為「臺灣大道五權路口」。
- 2014年7月28日：調整為BRT接駁公車藍13路（關連工業區－文心森林公園）。
- 2014年9月30日：增設「至善國中（逢甲路）」站。[2]
- 2014年10月15日：增設「向上中興路口」站、「向上南新路口」站。[3]
- 2014年12月15日：原行駛福林路改行駛福康路，為考量行駛安全將「福科福康路口」雙邊撤站、「河南臺灣大道口」改單邊設站（往臺中港旅客服務中心方向），增停「麗景天地」、「宏台別墅」、「逢甲大學（逢甲路）」等站。
- 2015年4月17日：增停「黎明福科路口」。
- 2015年7月8日：配合優化公車專用道上路，藍13路恢復原87路（新民高中－臺中港港務大樓－關連工業區）路段，並改號為308路。原文心森林公園－東海別墅之區間改為359路。[4][5][6][7][8][9][10][11]
- 2016年2月1日：增停「下寮社區」、「下寮里」。
- 2016年10月29日：配合「臺中鐵路架化第二階段工程」，臺中火車站往新民高中方向站位暫時裁撤，並調整至「第一廣場」上下車。[12] [13] [14]
- 2017年7月1日：「市立殯儀館」更名為「北區運動中心」。[15]
- 2019年1月1日：「臺中火車站」站名更改為「臺中車站（臺灣大道）」。
- 2023年8月：增闢新路線308副線公車，新民高中（健行路）大勇四維東路口。
- 2023年10月20日：「體育館前」更名為「中港高中（臺灣大道）」。
- 2023年11月1日：增闢新路線308副繞線公車，新民高中（健行路）至大勇四維東路口，途中經過台中港旅運大樓。
- 2023年12月：308全面逐漸電動化。
- 2025年2月10日：308（副、副繞），終點改為新光里（新福路）。
- 取消停靠「中興堂」、「國立臺中科技大學」、「中友百貨」、「北區運動中心（去程）」、「新民高中（健行路）」、「寶覺寺（回程）」、「新民高中（三民路）（回程）」、「三民錦新街口（回程）」。
- 增加停靠 「慈航寺」、「精武雙十路口（去程）」、「精武進化路口」、「精武車站（精武路）」、「新光里（中山路）（回程）」、「新福里（新福路）（回程）」、「新光里（新福路）」。

## 路線基本資料
目前308路系列公車分為主線、副線及副繞線，個線路線圖皆有差異。
308

#### 時刻表
- 時刻表僅供參考，請以母公司統聯客運網站公告為準。

| 台中市公車308路平/假日時刻列表 | 台中市公車308路平/假日時刻列表 | 台中市公車308路平/假日時刻列表 | 台中市公車308路平/假日時刻列表 |
| ------------------------------ | ------------------------------ | ------------------------------ | ------------------------------ |
| 自立一街口開時刻               | 自立一街口開備註               | 新光里開時刻                   | 新光里開備註                   |
| 07:30                          | -                              | 05:35                          | -                              |
| 08:05                          | -                              | 06:00                          | -                              |
| 09:05                          | -                              | 06:55                          | -                              |
| 09:50                          | -                              | 07:35                          | -                              |
| 13:30                          | -                              | 11:50                          | -                              |
| 14:00                          | -                              | 13:20                          | -                              |
| 15:30                          | -                              | 15:30                          | -                              |
| 17:10                          | -                              | 17:50                          | -                              |
| 17:50                          | -                              | 20:50                          | -                              |
| 18:30                          | -                              | -                              | -                              |
| 20:10                          | -                              | -                              | -                              |

308副
- 時刻表僅供參考，請以母公司統聯客運網站公告為準。

| 台中市公車308副平/假日時刻列表 | 台中市公車308副平/假日時刻列表 | 台中市公車308副平/假日時刻列表 | 台中市公車308副平/假日時刻列表 |
| ------------------------------ | ------------------------------ | ------------------------------ | ------------------------------ |
| 大勇四維東路口開時刻           | 大勇四維東路口開備註           | 新光里開時刻                   | 新光里開備註                   |
| 08:55                          | -                              | 10:00                          | -                              |
| 10:30                          | -                              | 10:45                          | -                              |
| 12:20                          | -                              | 11:15                          | -                              |
| 13:00                          | -                              | 12:15                          | -                              |
| 14:00                          | -                              | 13:00                          | -                              |
| 16:30                          | -                              | 14:20                          | -                              |
| 18:10                          | -                              | 14:50                          | -                              |
| -                              | -                              | 15:50                          | -                              |

308副繞
- 時刻表僅供參考，請以母公司統聯客運網站公告為準。

| 台中市公車308副繞平/假日時刻列表 | 台中市公車308副繞平/假日時刻列表 |
| -------------------------------- | -------------------------------- |
| 新光里開時刻                     | 新光里開備註                     |
| 06:25                            | -                                |

### 收費
依里程計費；刷電子票證10公里免費

### 停站
- 設有公車專用道的候車站（原臺中BRT藍線車站）每站皆停且無須按下車鈴及招手攔車，其他停靠站須按下車鈴及招手攔車才會停靠該站。
- 右側路線圖藍色路線路段，公車行駛公車專用道，停靠專用道公車站，僅有仁愛醫院為單向設站。
- 參見右側路線圖。

## 照片集

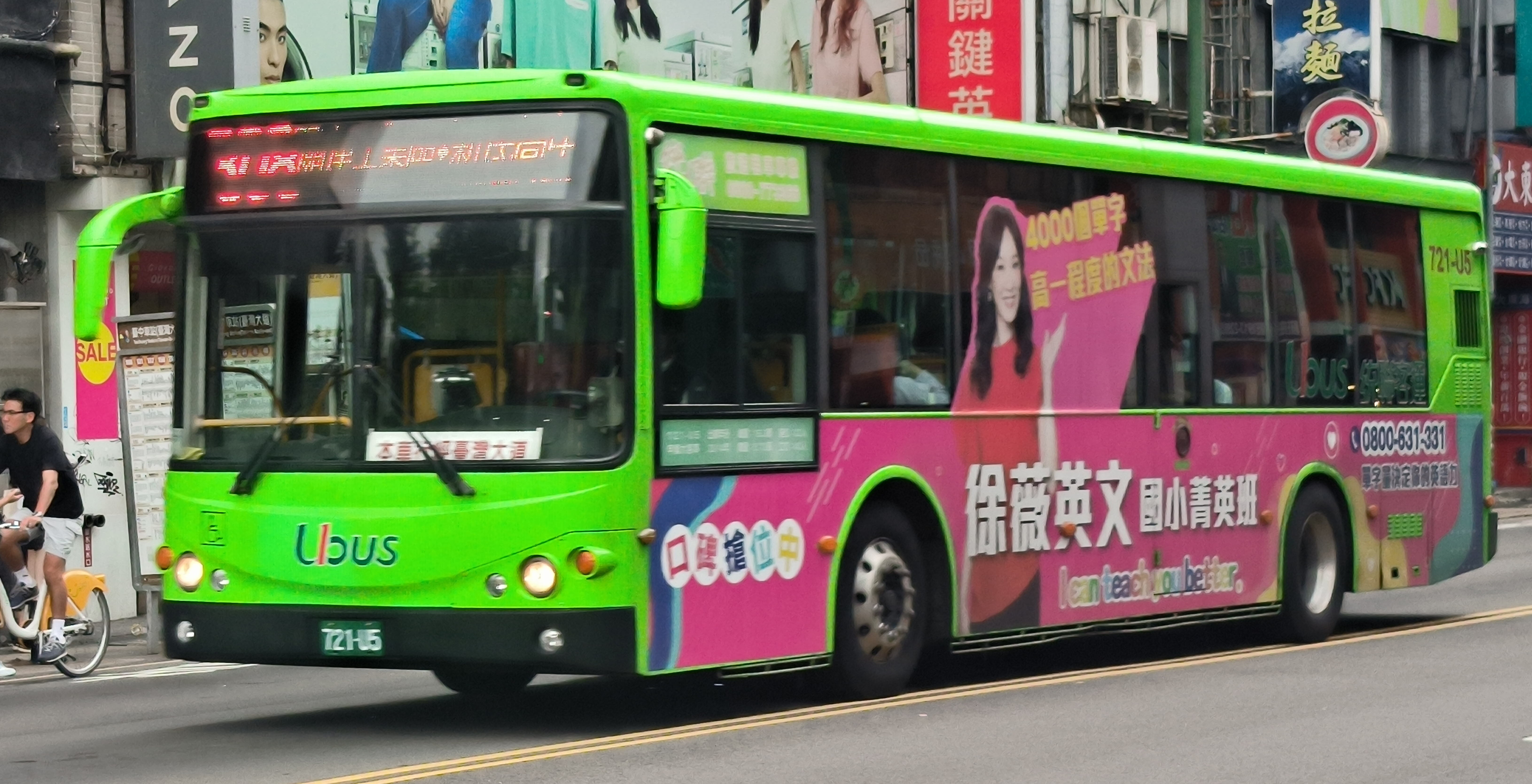
308路低底盤公車
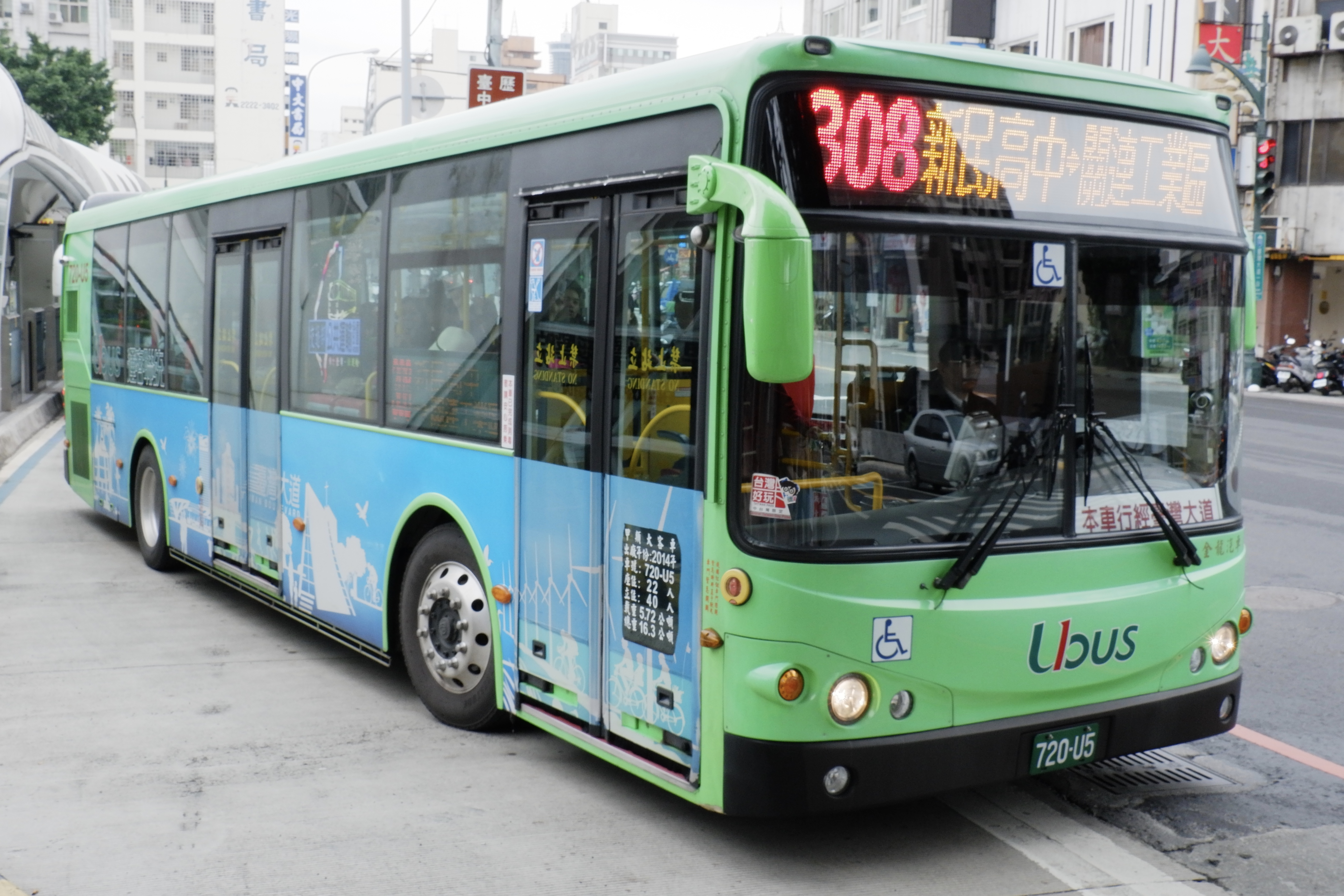